# Videosex
Videosex bio je slovenski synthpop sastav osnovan 1983. godine.
Njegov najpoznatiji član je bila pjevačica Anja Rupel. Osim nje članovi su bili: Nina Sever (klavijature), Matjaž Kosi (klavijature), Janez Križaj (bas-gitara) i Iztok Turk (bubnjevi). Vrlo brzo su se nametnuli kao jedan od najzanimljivijih glazbenih sastava na pop i rock sceni tadašnje Jugoslavije, ističući se provokativnim tekstovima koji su se bavili mračnim i dotadašnjim tabu temama kao što su serijska ubojstva i istospolnost. 
Njihov prvi album, Videosex '84 izlazi 1983. a svirali su ga zajedno sa sastavima poput Ekatarine Velike i Otroci socializma u Beogradu. 
Sastav se raspao 1992. godine.

## Članovi
- Matjaž Kosi - klavijatura (1983. – 1984.)
- Janez Križaj - bas gitara, programiranje (1983. – 1989.)
- Anja Rupel - vokal
- Nina Sever - klavijatura (1983. – 1985.; 1989. – 1992.)
- Iztok Turk - bubnjevi, programiranje
- Goran Lisica - klavijatura (1986. – 1989.)

## Diskografija

### Albumi
- Videosex '84 (1984.)[1]
- Lacrimae Christi (1985.)[1]
- Svet je zopet mlad (1987.)[1]
- Moja mama/Detektiv (1990.)[1]
- Ljubi in sovraži (1992.)[1]

### Singlovi
- Moja mama (1983.)[1]

### Kompilacije
- Arhiv (1997.)[1]

## Vanjske poveznice
Videosex na Discogsu